# Eli Elezra
Eli Elezra (Jeruzalem, 24 november 1960) is een Israëlisch zakenman en professioneel pokerspeler die in Las Vegas woont. Hij won onder meer de 2004 Mirage Poker Showdown van de World Poker Tour en 5 WSOP-bracelets. Elezra was een vaste gast in het iconische televisieprogramma High Stakes Poker, waarin op hoge limieten cashgame-poker werd gespeeld. Hoewel hierin vooral No Limit Texas Hold'em werd gespeeld, staat Elezra bekend als een Stud specialist.
Elezra verdiende bijna 4 miljoen dollar in pokertoernooien alleen (cashgames niet meegerekend) In 2021 werd hij toegevoegd aan de Poker Hall of Fame.

## WSOP bracelets
| Jaar | Event                                                  | Prijs      |
| ---- | ------------------------------------------------------ | ---------- |
| 2007 | $3.000 Seven Card Stud Hi-Lo                           | $198.984,- |
| 2013 | $2.500 2-7 Triple Draw Lowball                         | $173.236,- |
| 2015 | $1.500 Seven Card Stud                                 | $112.591,- |
| 2019 | $1.500 Seven Card Stud                                 | $93.766,-  |
| 2022 | $10.000 Pot-Limit Omaha Hi-Lo 8 or Better Championship | $611.362,- |